# CSHL1
CSHL1 (англ. Chorionic somatomammotropin hormone like 1) – білок, який кодується однойменним геном, розташованим у людей на довгому плечі 17-ї хромосоми. Довжина поліпептидного ланцюга білка становить 222 амінокислот, а молекулярна маса — 25 391.
| 10         |  | 20         |  | 30         |  | 40         |  | 50         |
| ---------- |  | ---------- |  | ---------- |  | ---------- |  | ---------- |
| MAAGSRTSLL |  | LAFALLCLPW |  | LQEAGAVQTV |  | PLSRLFKEAM |  | LQAHRAHQLA |
| IDTYQEFISS |  | WGMEAYITKE |  | QKYSFLHDSQ |  | TSFCFSDSIP |  | TSSNMEETQQ |
| KSNLELLHIS |  | LLLIESRLEP |  | VRFLRSTFTN |  | NLVYDTSDSD |  | DYHLLKDLEE |
| GIQMLMGRLE |  | DGSHLTGQTL |  | KQTYSKFDTN |  | SHNHDALLKN |  | YGLLHCFRKD |
| MDKVETFLRM |  | VQCRSVEGSC |  | GF         |  |            |  |            |

A: Аланін

C: Цистеїн

D: Аспарагінова кислота

E: Глутамінова кислота

F: Фенілаланін

G: Гліцин

H: Гістидин

I: Ізолейцин

K: Лізин

L: Лейцин

M: Метіонін

N: Аспарагін

P: Пролін

Q: Глутамін

R: Аргінін

S: Серин

T: Треонін

V: Валін

W: Триптофан

Кодований геном білок за функціями належить до гормонів, фосфопротеїнів. 
Задіяний у такому біологічному процесі, як альтернативний сплайсинг. 
Білок має сайт для зв'язування з іонами металів, іоном цинку. 
Секретований назовні.